# Anni 660
Gli anni 660 sono il decennio che comprende gli anni dal 660 al 669 inclusi.

## Eventi, invenzioni e scoperte

### Europa

#### Regno Franco
- 661: Clotario III, re di Neustria e Borgogna, diventa anche re di Austrasia.
- 662: Morte di Clotario III, gli succede Childerico II.

#### Regno Longobardo

Divisione della Penisola Italiana all'inizio del regno di Ariperto I.

- 661: Morte di Ariperto I. Il Regno Longobardo viene diviso in due tra i suoi figli, Pertarito, sostenuto dai cattolici, e Godeperto, sostenuto dagli ariani.
- 662: Morte di Godeperto. Gli succede Grimoaldo che, insieme a tutti i successori di Godeberto, regnerà al fianco di Pertarito fino al 688, anno della morte di quest'ultimo.
- 663: Grimoaldo sconfigge i bizantini, che avevano tentato di riconquistare l'Italia intera, fallendo.

#### Impero romano d'Oriente
- 663: Costante II impiega gran parte del suo esercito in una fallimentare campagna militare atta a riconquistare l'Italia come fece Giustiniano.
- 663: Conquista di Taranto.

- 15 settembre 668: Morte di Costante II, ucciso a Siracusa da un suo servitore. Sale al potere Costantino IV.
- 669: I fratelli di Costantino IV, che pur essendo Augusti non detenevano alcun potere, convincono alcune legioni a marciare su Costantinopoli per costringere l'imperatore a dividere con loro il suo territorio. Tuttavia, la rivolta viene sedata.

### Asia

#### Califfato dei Rashidun
- 661: Morte di ʿAlī ibn Abī Ṭālib. Muʿāwiya ibn Abī Sufyān, ex segretario di Maometto, prende il potere diventando califfo. Finisce così il Califfato dei Rashidun ed inizia il Califfato Omayyade.

#### Califfato Omayyade
- 661: Con la salita al potere di Muʿāwiya ibn Abī Sufyān nasce il Califfato Omayyade.
- 663: Riprende la guerra con l'Impero romano d'Oriente.
- 664: Conquista di Kabul.

### Altro

#### Religione
- 666: Papa Vitaliano scomunica l'imperatore Costante II. Quest'anno, inoltre, viene considerato dai cattolici come precursore di grandi tragedie data la sua associazione con il Numero della Bestia, ossia di Satana.

## Personaggi
- Ariperto I, re dei longobardi
- Costante II, imperatore bizantino